# Novantinoe hovorei
Novantinoe hovorei är en skalbaggsart som beskrevs av Santos-silva och Hovore 2007. Novantinoe hovorei ingår i släktet Novantinoe och familjen långhorningar.
Artens utbredningsområde är Costa Rica. Inga underarter finns listade i Catalogue of Life.